# 聶仕
聶仕（15世紀—16世紀），字本學，江西臨江府清江縣人，明朝政治人物。

## 生平
聶仕是正德二年（1507年）丁卯科江西鄉試舉人，授福建漳州府通判，有廉介名聲，在當地平定海寇，所獲金錢都登記入冊，代理府事時曾施行德政、在荒年祈禱雨水，因為父親去世染病而死，漳州人懷緬其廉惠，入祀名宦祠。

## 引用
1. 1 2  同治《清江縣志·卷八·人物志上》：聶仕，字本學，正德丁卯舉人，漳州府通判，平海劇寇，所獲金帛悉籍於官，視郡篆反風滅火、禱雨濟旱，以父喪感疾卒，漳人思其廉惠祀之。 秦志
2. ↑  四庫全書《江西通志·卷七十四·人物九》：聶仕，字本學，清江人，正德鄉貢，漳州府通判，平海劇寇，所獲金帛悉籍於官，視郡篆反風滅火、禱雨濟旱，以父喪感疾卒。 人物誌
3. ↑  嘉慶《漳州府志·卷八·秩官上》：明歷官……通判……聶仕 清江舉人，十六年任，以廉介稱